# Acizzia jucunda
Acizzia jucunda är en insektsart som först beskrevs av Leonard D. Tuthill 1952.  Acizzia jucunda ingår i släktet Acizzia och familjen rundbladloppor. Inga underarter finns listade i Catalogue of Life.